# Psychotria corymbosa
Psychotria corymbosa är en måreväxtart som beskrevs av Olof Swartz. Psychotria corymbosa ingår i släktet Psychotria och familjen måreväxter. Inga underarter finns listade i Catalogue of Life.